# Leopold Mitrofánov
|       |       |    |       |       |    |       |       |    |  |
|       | a8    | b8 | c8    | d8    | e8 | f8    | g8    | h8 |  |
| a7 kd | b7    | c7 | d7    | e7    | f7 | g7    | h7    |    |  |
| a6 pl | b6    | c6 | d6 bd | e6    | f6 | g6 pl | h6    |    |  |
| a5 kl | b5 pl | c5 | d5 pl | e5 nd | f5 | g5    | h5 pl |    |  |
| a4    | b4    | c4 | d4    | e4 rl | f4 | g4    | h4    |    |  |
| a3    | b3    | c3 | d3    | e3    | f3 | g3    | h3    |    |  |
| a2    | b2    | c2 | d2    | e2    | f2 | g2 nd | h2 pd |    |  |
| a1    | b1    | c1 | d1    | e1    | f1 | g1    | h1    |    |  |
|       |       |    |       |       |    |       |       |    |  |

Leopold Adámovich Mitrofánov (Leningrado, 2 de julio de 1932 – 26 de noviembre de 1992) fue un compositor ruso de ajedrez, además de Maestro Internacional (conseguido en 1980) y de Juez Internacional de Composiciones de Ajedrez (conseguido en 1971). De profesión fue ingeniero químico. Empezando en los años 1950, publicó más de estudios, 40 de los cuales fueron galardonados con primeros premios. Participó en las finales de siete campeonatos individuales de ajedrez de la URSS entre 1955 y 1985. Mitrofánov y V. Korolkov fueron galardonados conjuntamente con tres medallas de oro en competiciones de la FIDE.
El estudio más famosos de Mitrofánov fue galardonado con el primer premio, entre 250, por los jueces en el torneo Rustaveli de 1967, que incluía al antiguo campeón mundial Mijaíl Tal. Su informe decía, "No se parece a los otros y va más allá que el resto de los estudios." El compositor Alexander Herbstmann, otro de los jueces, dijo, "Inmediatamente después del primer vistazo, la pieza maestra de Mitrofánov creaba una tremenda impresión por la intensidad y la novedad de la idea. El ranking de los otros estudios fue designado por nosotros empezando con la segunda plaza." Desafortunadamente, el estudio original de Mitrofánov (como el de la derecha, pero con el caballo Negro en f3 en vez de g2) se encontró que tenía un fallo: una milagrosa defensa que permitía al negro obtener un jaque continuo o alcanzar un final de tablas.  Corregido, sigue siendo sensacionalmente bonito. Tim Krabbé escribió, "Sería mi candidato para 'estudio del milenio'".
|       |       |       |    |       |    |    |       |    |  |
|       | a8 kd | b8 bd | c8 | d8    | e8 | f8 | g8 ql | h8 |  |
| a7 pl | b7    | c7    | d7 | e7    | f7 | g7 | h7    |    |  |
| a6    | b6 pl | c6 pl | d6 | e6    | f6 | g6 | h6    |    |  |
| a5 kl | b5    | c5    | d5 | e5    | f5 | g5 | h5 qd |    |  |
| a4    | b4    | c4    | d4 | e4    | f4 | g4 | h4    |    |  |
| a3    | b3    | c3    | d3 | e3    | f3 | g3 | h3    |    |  |
| a2    | b2    | c2    | d2 | e2    | f2 | g2 | h2    |    |  |
| a1    | b1    | c1    | d1 | e1 nd | f1 | g1 | h1    |    |  |
|       |       |       |    |       |    |    |       |    |  |

En la posición inicial, el blanco juega 1.b6+ Ra8 permitiendo al alfil negro interponerse en b8 después que el blanco corone su peón g. Si 1...Rb8, 2.Te1 Cxe1 3.g7 Cc4+ 4.Rb5 Cxb6 5.Rxb6 Ac7+ 6.Rc6 h1(D) 7.g8(D)+ Ra7 8.Dc8 gana. 2.Te1! sacrificando la torre para evitar los jaques horizontales a lo largo de la primera fila de la futura dama negra que se creará pronto en h1. Cxe1 3.g7 h1(D) Si 3...Cc4+, 4.Rb5 h1(D) 5.g8(D)+ Ab8 6.a7 Ca3+ (o 6...Dh2 7.axb8(D)+ Dxb8 8.Dxb8+ Rxb8 9.Rxc4 +-) 7.Rc6 Dh2 8.axb8(D)+ Dxb8 9.b7+ Ra7 10.Dg1+ Ra6 11.Db6#. 4.g8(D)+ Ab8 5.a7 Cc6+ el negro tiene que sacrificar el caballo para permitir que su dama dar jaque. 6.dxc6 Dxh5+ (Ver posición a la derecha.) ¿Y ahora qué? Si 7.Ra6 De2+ o 7.Rb4 Dh4+, y el negro puede seguir jaqueando. 7.Dg5!! la sorprendente concepción de Mitrofánov. Habiendo sacrificado previamente la torre para evitar los jaques horizontales de la dama negra, el blanco ahora sacrifica la dama, con jaque, simplemente para evitar los jaques diagonales de la dama negra. A primera vista, el movimiento parece una errata. La reacción del Gran Maestro Internacional Leonid Yudasin ante este movimiento fue, "¿Qué? La dama se regala a cambio de nada -- ¡y con jaque!" Victor Charusin, un Maestro Internacional de la ICCF y autor del libro Mitrofánov's Deflection, lo llamó "un movimiento de otro mundo". Krabbé observó, "el blanco deja su amenaza de mate, la clavada del alfil de b8, deja que su dama sea capturada con jaque en una casilla sin protección, permanece con unos cuantos peones contra una dama, un alfil y un caballo -- y gana." Dxg5+ 7...De8 8.b7+! Rxa7 9.Dc5# 8.Ra6 amenazando 9.b7# Axa7 Si 8...Db5+ 9.Rxb5 Cc2 10.c7! gana. Ahora (siguiendo con 8...Axa7), después de 9.bxa7? Dc5 o 9.b7+? Rb8, el blanco puede abandonar. 9.c7!! (Ver diagrama debajo). Una posición increíble. El negro, con una dama, un alfil y un caballo contra dos peones pasados conectados, está indefenso contra las dos amenazas 9.b7# y 9.c8(D)+. Nótese que si la dama estuviera en cualquier otra casilla del tablero donde pudiera dar jaque, el negro ganaría fácilmente. Sólo en g5 la dama no tiene jaques que no pierden la dama de manera sencilla. Da5+ no es mejor 9...Dd5 10.c8(D)+ Ab8 11.b7+ Dxb7 12.Dxb7# o 9...Dg6 10.c8(D)+ Ab8 11.Db7#. 10.Rxa5 Rb7 La paradójica naturaleza del problema está subrayada por el hecho de que el negro está perdiendo por sus dos piezas menores. Sin el caballo, el negro entabla con 10...Axb6+ 11.Rxb6 ahogado! Sin el alfil, el negro entabla con 10...Rb7 Seguido de Cd3-e5-d7xb6. 11.bxa7 El negro no puede parar ambos peones. El blanco corona un peón y gana fácilmente. 1-0
|       |       |       |    |       |    |       |    |    |  |
|       | a8 kd | b8    | c8 | d8    | e8 | f8    | g8 | h8 |  |
| a7 bd | b7    | c7 pl | d7 | e7    | f7 | g7    | h7 |    |  |
| a6 kl | b6 pl | c6    | d6 | e6    | f6 | g6    | h6 |    |  |
| a5    | b5    | c5    | d5 | e5    | f5 | g5 qd | h5 |    |  |
| a4    | b4    | c4    | d4 | e4    | f4 | g4    | h4 |    |  |
| a3    | b3    | c3    | d3 | e3    | f3 | g3    | h3 |    |  |
| a2    | b2    | c2    | d2 | e2    | f2 | g2    | h2 |    |  |
| a1    | b1    | c1    | d1 | e1 nd | f1 | g1    | h1 |    |  |
|       |       |       |    |       |    |       |    |    |  |